# Markus Meurer

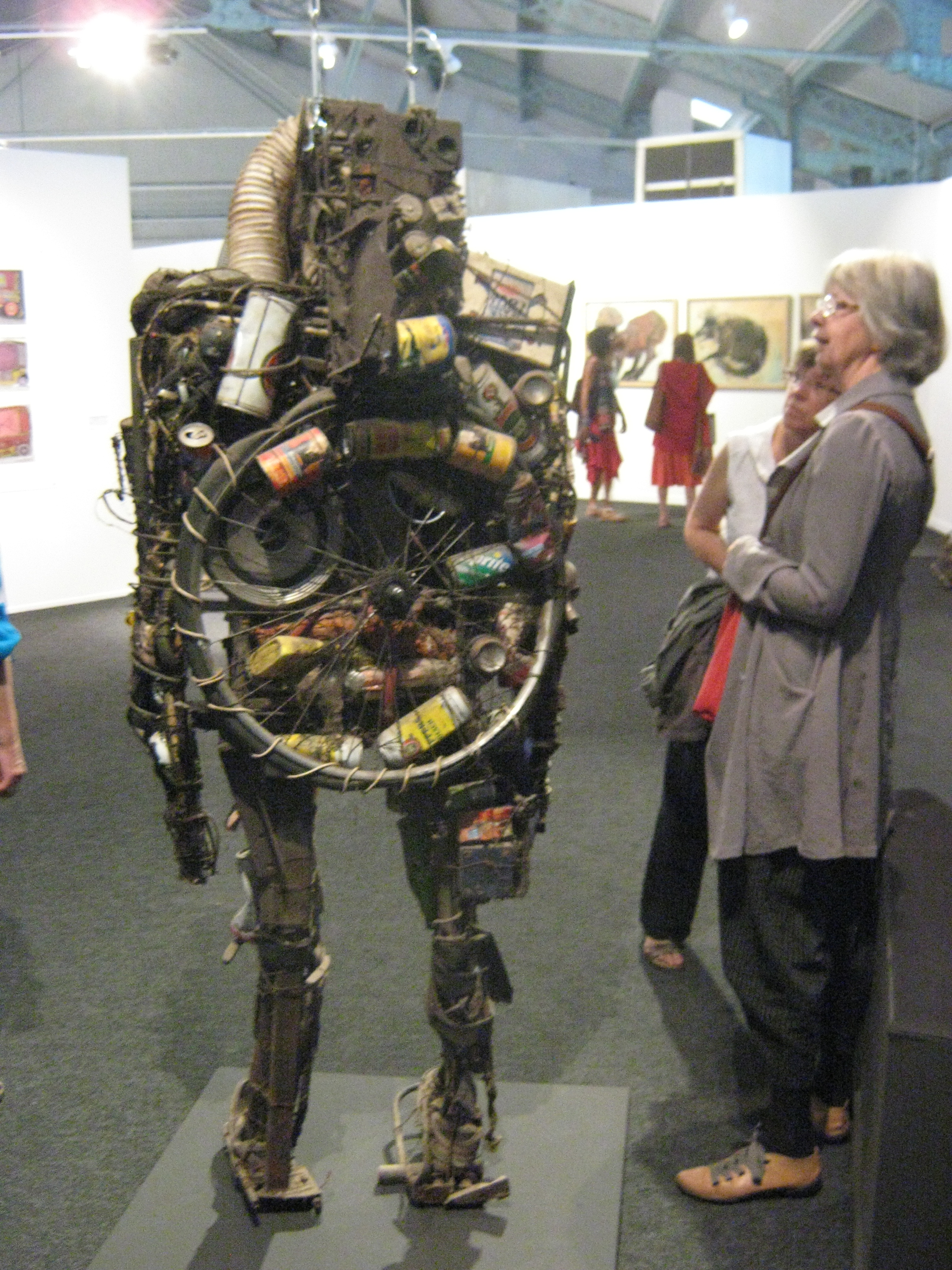
Objet-Meurer Papa (vu de dos).

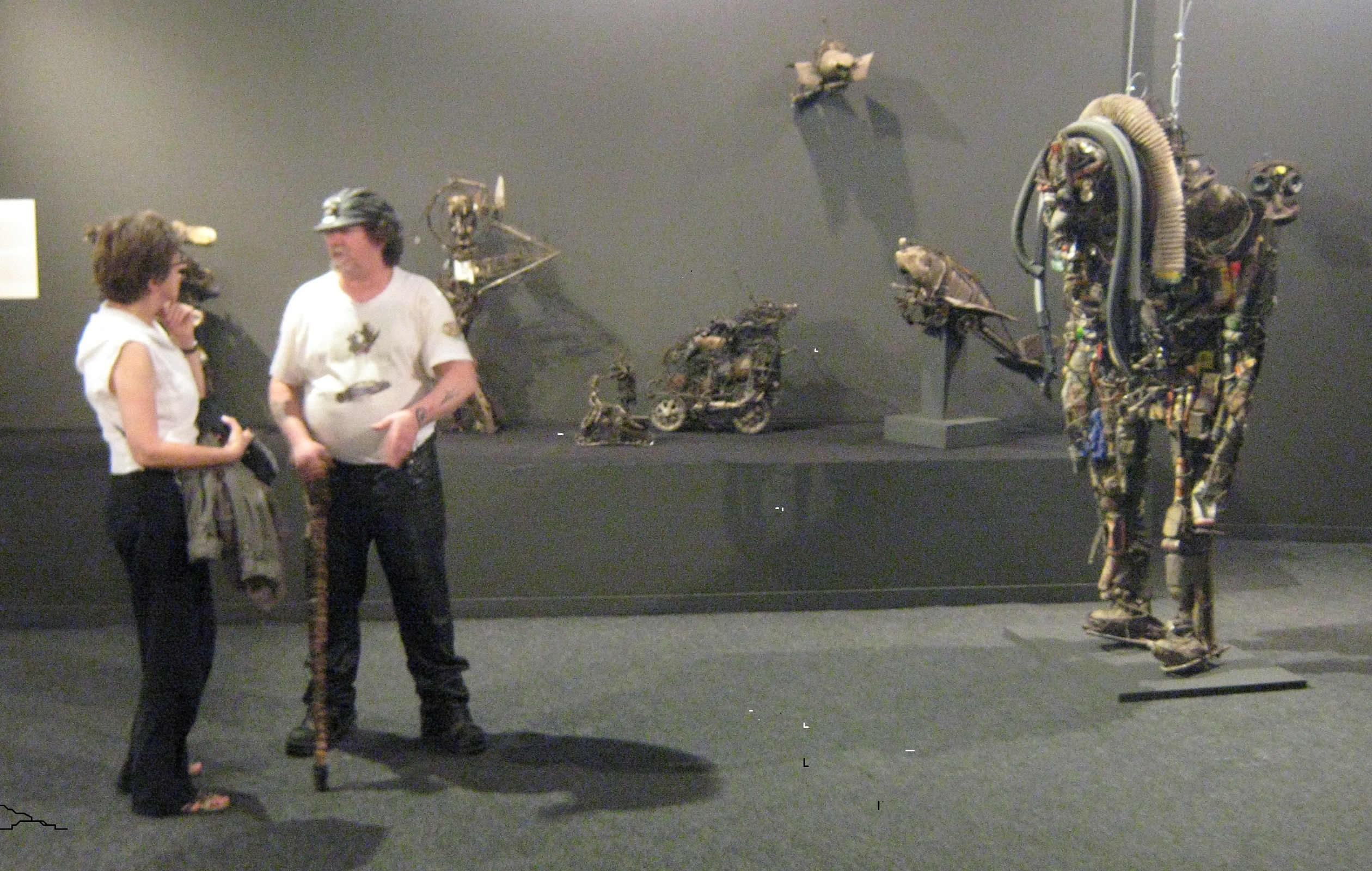
Markus Meurer (avec une visiteuse) devant ses œuvres dans la Halle Saint-Pierre en 2014 (Paris).

Markus Meurer (né le 28 avril 1959 à Monreal) est un artiste allemand d'Art Brut. Il transforme des matériaux trouvés en objets figuratifs et produit des collages.

## Sa vie et l'œuvre
Dès son enfance Markus Meurer a appris avec son père, artiste d'art brut lui-aussi, à manier la tenaille et le fil de fer pour en produire des objets figuratifs. 
Mais tandis que son père a construit des motos le plus réaliste possible, Markus, lui, s'est libéré de plus en plus dans son travail. 
Avec le fil il relie des matériaux, normalement considérés comme déchets, et crée des figures animistes, souvent des êtres hybrides entre homme, animal et machine.
Comme il ne pouvait vivre de son travail d'artiste, il gagnait sa vie avec de petits boulots. Son travail créateur d'artiste lui donne toujours la force de maîtriser sa vie.
Jusqu'en 2006, il vivait surtout dans la maison paternelle à Monreal, village dans la Eifel. Au cours des années, il a fait de cette maison une sorte d'œuvre totale.
Après la mort de ses parents, la vie à Monreal lui est devenue de plus en plus difficile. Entre 2006 et 2008 il a vécu  avec sa femme anglaise  en Angleterre. C'est en ce temps qu'est apparu son livre: Die Plange Angst. Entre-temps, la commune de Monreal avait déclaré inhabitable et avait rasée.sa maison paternelle.
Avec l'aide d'un ami Markus Meurer et sa femme sont revenus en Allemagne en 2008. Ils habitent depuis à Kevelaer dans la Basse-Rhénanie. Leur appartement lui sert en même temps  d’atelier et de salle d’exposition. Avec le soutien actif de Mme Lisa Inckmann, directrice de Kunsthaus Kannen à Münster, des amateurs d'art sur place se sont engagés à montrer l'œuvre de Markus Meurer dans de nombreuses expositions en Allemagne et à l'étranger,.
La collection néerlandaise Collection de Stadshof avait acheté des œuvres importantes et les avaient présentées dans des expositions. Elle a ainsi contribué à faire connaître Markus Meurer à un public plus large. Ces dernières années, Markus Meurer a augmenté la production de collages, qui reflètent sa vision du monde.

## Citation
“Les sculptures de l’Allemand Markus Meurer, longtemps considéré comme un marginal, valent également le coup d’œil. Construits à partir de déchets – chaussures, boîtes de conserve, jouets cassés… –, ses fétiches brinquebalants se révèlent drôles et très attendrissants, un peu de réconfort dans ce monde de brut.”

## Expositions
- 1986 Genovevaburg, Mayen, Allemagne
- 2007 Kunsthaus Kannen, Münster, Allemagne
- 2008 Haus te Gesselen, Kevelaer, Allemagne
- 2009 Outsider Art House, Veenhuizen, Pays-Bas
- 2009 Verbeeke Foundation, Kemzeke, Belgique
- 2009 Kunsthaus Kannen, Münster, Allemagne
- 2010 Slowakische Nationalgalerie, Bratislava, Slovaquie
- 2010 Haus Lawaczeck, Kerken, Allemagne
- 2010/2011 Galerie Stattmuseum, Düsseldorf, Allemagne
- 2011 Kunsthaus Kannen, Münster, Allemagne
- 2012 Creatieve Fabriek, Hengelo, Pays-Bas
- 2012 GarageRotterdam, Rotterdam, Pays-Bas
- 2013 Kunsthaus Kannen, Münster, Allemagne
- 2014 CityPalais, Duisburg, Allemagne
- 2014 Galerie ART CRU, Berlin, Allemagne
- 2014/2015 Collection De Stadshof, Halle Saint-Pierre, Paris
- 2015 Hazemeijer, Hengelo, Pays-Bas
- 2015 Kunsthaus Kannen, Münster, Allemagne
- 2016 Atelier Filip Henin, Düsseldorf, Allemagne
- 2016 Musée Dr. Guislain, Gand, Belgique
- 2017 Treibhaus Voll Kunst, Recklinghausen, Allemagne
- 2017 Musée Dr. Guislain, Gand, Belgique
- 2017 Kunsthaus Kannen, Münster, Allemagne
- 2017 Pop-Up Museum, Rotterdam, Pays-Bas
- 2018 Galerie Herenplaats, Rotterdam, Pays-Bas
- 2018 Galerie ART CRU, Berlin, Allemagne
- 2018 Hazemeijer, Hengelo, Pays-Bas
- 2018 Salle François Mitterrand, Rives
- 2019 bergérie des arts, Düsseldorf, Allemagne
- 2019 Galerie de La Tour, Klagenfurt, Autriche
- 2021 Museum Wilhelm Morgner, Soest, Allemagne
- 2022 Kunstraum DenkArt, Recklinghausen, Allemagne
- 2022 Galerie Haus im Park, Emmerich, Allemagne
- 2022 Art Brut Biennale, Hengelo, Pays-Bas
- 2023 Teibhaus Voll Kunst, Recklinghausen, Allemagne
- 2023 Kunsthaus Kannen, Münster, Allemagne
- 2023 Art Brut Biennale, Hengelo, Pays-Bas
- 2024 Kunstforum Buddemühle, Welfer, Allemagne
- 2024 Kulturwerkstatt auf AEG, Nuremberg, Allemagne

## Publications et catalogues d'expositions
- Productie Outsider Art House (Ed.): Markus Meurer, Veenhuizen 2009.
- Markus Meurer: Die Plange Angst. édition statt-museum, Düsseldorf 2010,  (ISBN 978-3-00-032833-6).
- Petra Dreier & Michael Hanousek (Ed.), auf pump. 31 künstlerische Positionen, Duisburg 2014
- Alexandra von Gersdorff-Bultmann: SHREK - Markus Meurer, Berlin 2014.
- Frans Smolders, Liesbeth Reith, Jos ten Berge: Solitary Creations. 51 Artists out of De Stadshof Collection. Eindhoven 2014.  (ISBN 978-94-6226-047-4).
- Petra Dreier & Michael Hanousek, Ulrich Mohr (Ed.), KunstAcker 144. 35 künstlerische Positionen der Insider- & Outsiderkunst, Düsseldorf 2014
- Frans Smolders: Markus Meurer. Dans: Sous le vent de l’art brut 2 - Collection De Stadshof, Halle Saint-Pierre, Paris 2014, p. 84—85.
- Hadwiga und Peter Nieting: Markus Meurer. Geldern 2018.
- Aktion Kunst Stiftung (Ed.), inTime3, Soest 2021,  (ISBN 978-3-9818570-4-7)